# サッカー西パプア代表
サッカー西パプア代表（サッカーにしパプアだいひょう）はインドネシアの西パプア地域にあるサッカーのナショナルチームの1つ。国際サッカー連盟（FIFA）に加盟していないため、FIFAワールドカップに出場することはできない。
2005年6月23日にデン・ハーグ（オランダ）で、南モルッカと初の国際マッチを行い、1-1で引き分けた。2014年2月現在、唯一の試合となっている。

## 代表
2005年6月23日、南モルッカ戦招集メンバー